# Melica paulsenii
Melica paulsenii är en gräsart som beskrevs av Rodolfo Amando Philippi. Melica paulsenii ingår i släktet slokar, och familjen gräs. Inga underarter finns listade i Catalogue of Life.